# القوات البرية العربية السورية
القوات البرية العربية السورية هي الفرع البري للقوات المسلحة السورية. كان الجيش العربي السوري وحتى سقوط نظام الأسد يُعد الفرع البري للقوات المسلحة العربية السورية، حيث كان يهيمن على الخدمة العسكرية بين الفروع الأربعة النظامية، ويتحكم في أعلى المناصب القيادية في القوات المسلحة، ويمتلك أكبر قوة بشرية، إذ كان يشكل حوالي 80% من مجموع القوى النظامية. نشأ الجيش السوري من قوات عسكرية محلية شكلتها فرنسا بعد الحرب العالمية الأولى، بعد أن حصلت على الانتداب على المنطقة. تأسس رسميًا عام 1945، أي قبل حصول سوريا على الاستقلال الكامل في العام التالي، وسنتين بعد الاستقلال الرسمي.
لعب الجيش بعد عام 1946 دورًا رئيسيًا في الحكم في سوريا، حيث نفذ ستة انقلابات عسكرية: اثنان في عام 1949، بما في ذلك انقلاب مارس 1949 بقيادة حسني الزعيم وانقلاب أغسطس 1949 بقيادة العقيد سامي الحناوي، وانقلاب واحد في كل من الأعوام 1951، 1954، 1963، 1966، و1970. خاض الجيش السوري أربع حروب مع إسرائيل (حرب 1948، حرب الأيام الستة 1967، حرب أكتوبر 1973، وحرب لبنان 1982) وحربًا واحدة مع الأردن (أيلول الأسود 1970). كما نشر فرقة مدرعة في المملكة العربية السعودية خلال حرب الخليج 1990–1991، لكنها لم تشارك فعليًا في القتال. ومنذ عام 1976 حتى 2005 كان الجيش السوري الركيزة الأساسية للوجود السوري في لبنان. لعب دورًا رئيسيًا في قمع الانتفاضة الإسلامية بين 1979 و1982، ومنذ عام 2011 حتى 2024 شارك بقوة في الحرب الأهلية السورية، التي كانت أطول وأعنف حرب يخوضها الجيش السوري منذ تأسيسه في أربعينيات القرن العشرين.
أبلغت قيادة الجيش السوري الجنود والضباط بانتهاء خدمتهم اعتبارًا من 8 ديسمبر 2024، مع سقوط نظام الأسد. ويجري حاليًا إعادة تشكيل جيش سوري جديد.

## تاريخ

### 1919–1945
في عام 1919، شكّل الفرنسيون "القوات الخاصة في المشرق" كجزء من جيش المشرق ضمن الانتداب الفرنسي على سوريا ولبنان. بلغ تعداد هذه القوة في البداية 8,000 رجل، وتطورت لاحقًا لتشكّل نواة كل من الجيشين السوري واللبناني. استُخدمت هذه القوات بشكل أساسي كقوات مساعدة تدعم القوات الفرنسية، وكان كبار الضباط من الفرنسيين، في حين سُمح للسوريين بتولي رتب الضباط دون رتبة رائد.

علم الجيش العربي السوري

تكوّن سلك الضباط السوري في القوات الخاصة بالمشرق بشكل رئيسي من ضباط سابقين في الجيش العثماني وأفراد من الأقليات الدينية والإثنية السورية. وبحلول عام 1927، كان أكثر من 35% من الجنود السوريين ينتمون إلى القوات المساعدة، وغالبًا ما كانوا من الأكراد أو الدروز أو الشركس. تعززت هذه القوات بعد قمع الثورة السورية الكبرى بقيادة الجنرال موريس غاملان وأصبحت القوة الرئيسية للجهاز العسكري الفرنسي في سوريا.
في عام 1927، أُضيفت إلى هذه القوة وحدات من المشاة والفرسان من شمال إفريقيا (التيرايور والسباهي)، والفيلق الأجنبي الفرنسي، ووحدات من مشاة البحرية والمدفعية (فرنسية وسنغالية)، لتشكل جميعها "جيش المشرق" تحت القيادة الفرنسية.
استمر الانتداب الفرنسي حتى عام 1946، مع خروج آخر جندي فرنسي من سوريا في أبريل من ذلك العام، بعد أن اعترفت الأمم المتحدة باستقلال سوريا ولبنان في أكتوبر 1945.

### 1945–1970
في أغسطس 1945، تشكّل الجيش السوري بشكل أساسي من وحدات جيش المشرق الفرنسي. ومع حصول سوريا على الاستقلال في 1946، كان القادة السوريون يطمحون إلى بناء جيش بحجم فرقة عسكرية. في 19 يونيو 1947، شارك الجيش السوري في عمليات إنقاذ ناجين من حادث طائرة أمريكية [الإنجليزية] في دير الزور. بحلول حرب 1948 مع إسرائيل، كان اللواء الأول جاهزًا ويتكون من كتيبتي مشاة وكتيبة مدرعة، وتم تشكيل اللواء الثاني خلال الحرب بنفس التنظيم.
خلال حرب 1948، كان الجيش السوري صغيرًا وضعيف التسليح والتدريب، حيث بلغ تعداده حوالي 12,000 جندي موزعين على ثلاث ألوية مشاة وقوة مدرعة بحجم كتيبة تقريبًا، وكان الاعتماد الأكبر على الضباط الفرنسيين في الإدارة والتدريب.
بين عامي 1949 و1966، شهدت سوريا سلسلة من الانقلابات العسكرية التي أضعفت استقرار الدولة واحترافيتها العسكرية. ففي مارس 1949، نصب رئيس الأركان حسني الزعيم نفسه رئيسًا للجمهورية، تلاه انقلابان آخران في نفس العام، ثم حكم أديب الشيشكلي حتى أُطيح به في انقلاب 1954. تكررت الانقلابات بعد ذلك، وكان كل انقلاب مصحوبًا بتصفية للضباط الموالين للسلطة السابقة، ما أدى إلى انهيار الانضباط العسكري وولاء الوحدات لأحزاب أو طوائف مختلفة.
في انقلاب 1963، كان من أبرز أهدافه السيطرة على معسكر الكسوة العسكري، مقر اللواء المدرع السبعين. وفي يونيو من نفس العام، شاركت سوريا في الحملة العسكرية العراقية ضد الأكراد بإرسال طائرات ومركبات مدرعة وقوة قوامها 6,000 جندي. شهدت البلاد انقلابًا جديدًا في عام 1966.
بحلول عام 1967، بلغ تعداد الجيش السوري حوالي 70,000 فرد، مع نحو 550 دبابة ومدفع اقتحام، و500 ناقلة جنود مدرعة، ونحو 300 قطعة مدفعية. كان الجيش يتألف من 16 لواءً: 12 لواء مشاة، ولواءين مدرعين (بينها اللواء السبعين)، ولواءين آليين. تم نشر 12 لواءً على جبهة الجولان، بما فيها جميع الألوية المدرعة ولواء آلي واحد. خلال حرب الأيام الستة، فشل الجيش السوري في شن هجوم مضاد فعال على القوات الإسرائيلية، رغم القتال الشرس في بعض المواقع.
تشير التقارير بين 1967 و1970 إلى أن الجيش بدأ بتشكيل أولى الفرق العسكرية النظامية، مثل الفرقة الأولى والثالثة المدرعتين، والفرقة الخامسة والسابعة والتاسعة مشاة آلية، قبل عام 1973. بعد وصول حافظ الأسد إلى السلطة في نوفمبر 1970، توسع الجيش ليشمل خمس فرق عسكرية وأكثر من عشرة ألوية مستقلة، ولواء صواريخ مدفعية (اللواء 69)، ولواء مدرع معزز يُعرف لاحقًا باسم "قوات الدفاع المدرعة" أو "الحرس الجمهوري"، وتمركزت في دمشق تحت قيادة رفعت الأسد.

### 1970–2010
في 18 سبتمبر 1970، تورطت الحكومة السورية في أحداث أيلول الأسود في الأردن عندما أرسلت لواء مدرع معزز لمساعدة منظمة التحرير الفلسطينية. عبرت الوحدات المدرعة السورية الحدود وسيطرت على إربد بمساعدة القوات الفلسطينية المحلية. واجهوا عدة وحدات من الجيش الأردني، لكنهم صدّوهم دون صعوبة كبيرة. بعد يومين، أُرسلت الفرقة الخامسة مشاة، معززة بشكل كبير، أيضًا إلى الأردن. أُلحق بالفرقة لواءان مدرعان، ما رفع عدد دباباتها إلى أكثر من 300 دبابة T-55 وقوامها البشري إلى أكثر من 16,000 جندي. دخلت الفرقة الأردن من الرمثا، ودمرت سرية دبابات سينتوريون أردنية هناك، وتقدمت مباشرة نحو عمّان.
يقول بولّاك إنه من المرجح أنهم كانوا ينوون الإطاحة بالملكية الأردنية نفسها. على الرغم من هزيمتهم للجيش الأردني في الرمثا في 21 سبتمبر، وبعد هجمات جوية عنيفة في 22 سبتمبر، أوقف السوريون الهجوم وبدؤوا في الانسحاب. كان سبب الانسحاب هو مناشدة الأردن للمساعدة الدولية: "قال التقرير إن الملك الحسين لم يكتفِ فقط بطلب الدعم المعنوي والدبلوماسي من المملكة المتحدة والولايات المتحدة، مصحوبًا بالتهديد باتخاذ إجراء دولي، بل طلب أيضًا غارة جوية من إسرائيل ضد القوات السورية.'" (نيويورك بوست)
بعد عام 1970، شملت مشاركات الجيش السوري ما يلي:
- حرب أكتوبر ضد إسرائيل
- الحرب الأهلية اللبنانية (1975–1990)، (ضد الميليشيات اللبنانية، منظمة التحرير الفلسطينية وإسرائيل)

كما شاركت القوات المسلحة السورية في قمع الحركات المعارضة داخل سوريا، مثل الانتفاضة الإسلامية في سوريا بين 1979 و1982. في مارس 1980، وصلت الفرقة الثالثة المدرعة ووحدات من سرايا الدفاع إلى حلب. كانت الفرقة تحت قيادة اللواء شفيق فياض، ابن عم حافظ الأسد. قامت القوات بإغلاق أحياء كاملة وبتنفيذ عمليات تفتيش من منزل إلى منزل، غالبًا ما كانت تسبقها نيران الدبابات. تم اعتقال مئات المشتبه بهم. لم يُنشر في حماة عام 1982 سوى لواءين عاديين من الجيش، هما اللواء 47 مدرع واللواء 21 آلي من الفرقة الثالثة المدرعة. كان ثلاثة أرباع الضباط وثلث الجنود في اللواءين من الطائفة العلوية. معظم أعمال القمع كانت من تنفيذ سرايا الدفاع والقوات الخاصة. في الوقت نفسه، كانت القوات الخاصة تعزل وتفتش مدينة حماة، وتقتل وتعتقل المشتبه في معارضتهم للحكومة.
قاتلت القوات السورية إسرائيل خلال حرب لبنان 1982.
في عام 1984، لعبت القوات الخاصة بقيادة اللواء علي حيدر دورًا أساسيًا في إحباط محاولة انقلاب فاشلة قادها رفعت الأسد وسرايا الدفاع للسيطرة على العاصمة. دخلت الفرقة الثالثة المدرعة، كما يبدو، العاصمة لتنضم إلى قوات حيدر في المواجهة مع سرايا الدفاع. ويبدو أن الفرقة الثالثة المدرعة كانت تاريخيًا متمركزة في القطيفة قرب دمشق.
يُرجع بينيت تأسيس الفيالق في الجيش السوري إلى عام 1985. وبعد أربعين عامًا، كتب توم كوبر: "...على الرغم من تأسيس الفيالق... إلا أن معظم قادة الفرق استمروا في رفع تقاريرهم مباشرة إلى الرئيس. وبالمثل، لم يكن لرئيس أركان القوات المسلحة السورية ولا لمقر الفيالق سوى سيطرة عملياتية محدودة على فرق الجيش." تقول وثائق وكالة الاستخبارات المركزية الأمريكية التي رفعت عنها السرية في فبراير 1987 إن الفيلق الثالث والفرقتين المدرعتين 17 و18 تأسست في 1986.
شاركت الفرقة التاسعة المدرعة في حرب الخليج 1991 كقوة احتياط للقيادة العربية المشتركة الشمالية، لكنها لم تشارك فعليًا في القتال.
في عام 1994، أبدى حيدر اعتراضه على قرار الرئيس السوري بجلب بشار الأسد من دراسته في بريطانيا وإعداده للخلافة بعد وفاة باسل، الابن الأكبر للأسد. بعد ذلك بوقت قصير، في 3 سبتمبر 1994، أفادت مجلة جينز ديفنس ويكلي أن الرئيس حافظ الأسد حينها أقال ما لا يقل عن 16 قائدًا عسكريًا كبيرًا. من بينهم حيدر، قائد القوات الخاصة حينها، واللواء شفيق فياض، ابن عم الرئيس الذي قاد الفرقة الثالثة المدرعة لما يقرب من عقدين. كانت الفرقة الثالثة المدرعة "منتشرة حول دمشق". وعلقت جينز ديفنس ويكلي بأن "القوات الخاصة والفرقة الثالثة المدرعة، إلى جانب الفرقة الأولى المدرعة، هي عناصر رئيسية في هيكل الأمن الذي يحمي حكومة الأسد. أي تغييرات في القيادة تتعلق بهذه التشكيلات لها أهمية سياسية كبيرة." وتشير تقارير ما بعد الانتفاضة إلى أن الفرقة الأولى المدرعة كانت تاريخيًا في الكسوة.
في 29 سبتمبر 2004، أفادت جينز ديفنس ويكلي أن سوريا بدأت في إعادة نشر عناصر من فوج أو أكثر من أفواج القوات الخاصة التابعة للجيش السوري والمتمركزة في التلال الساحلية على بعد بضعة كيلومترات جنوب بيروت في لبنان. قال ضابط كبير في الجيش اللبناني للمجلة إن 3,000 جندي سيعودون إلى سوريا.
كتب كوردسمان أنه في عام 2006 كان الجيش السوري "ينظم فيلقين يرفعان تقاريرهما إلى هيئة أركان القوات البرية وقائد القوات البرية".
حتى عام 2010، شملت تشكيلات الجيش ثلاثة فيالق (الأول، الثاني، الثالث)، وثماني فرق مدرعة (مع لواء مدرع مستقل واحد)، وثلاث فرق آلية، وفرقة مدرعة-قوات خاصة واحدة، وعشرة ألوية مظليين وقوات خاصة مستقلة. كان لدى الجيش 11 تشكيلًا فرقيًا حسب تقارير 2011، مع انخفاض عدد الفرق المدرعة من ثمانية في إصدار 2010 إلى سبعة. تم استبدال اللواء المدرع المستقل بفوج دبابات مستقل.
في عامي 2009 و2010، ووفقًا للمعهد الدولي للدراسات الاستراتيجية في لندن، بلغ قوام الجيش السوري 220,000 عنصر نظامي، وبلغ إجمالي القوات المسلحة (بما في ذلك البحرية والقوات الجوية وقوات الدفاع الجوي) 325,000 جندي نظامي. بالإضافة إلى ذلك، كان لديه حوالي 290,000 جندي احتياطي.

### الحرب الأهلية السورية

#### العتاد العسكري في أبريل 2011 (بما في ذلك المخزون)

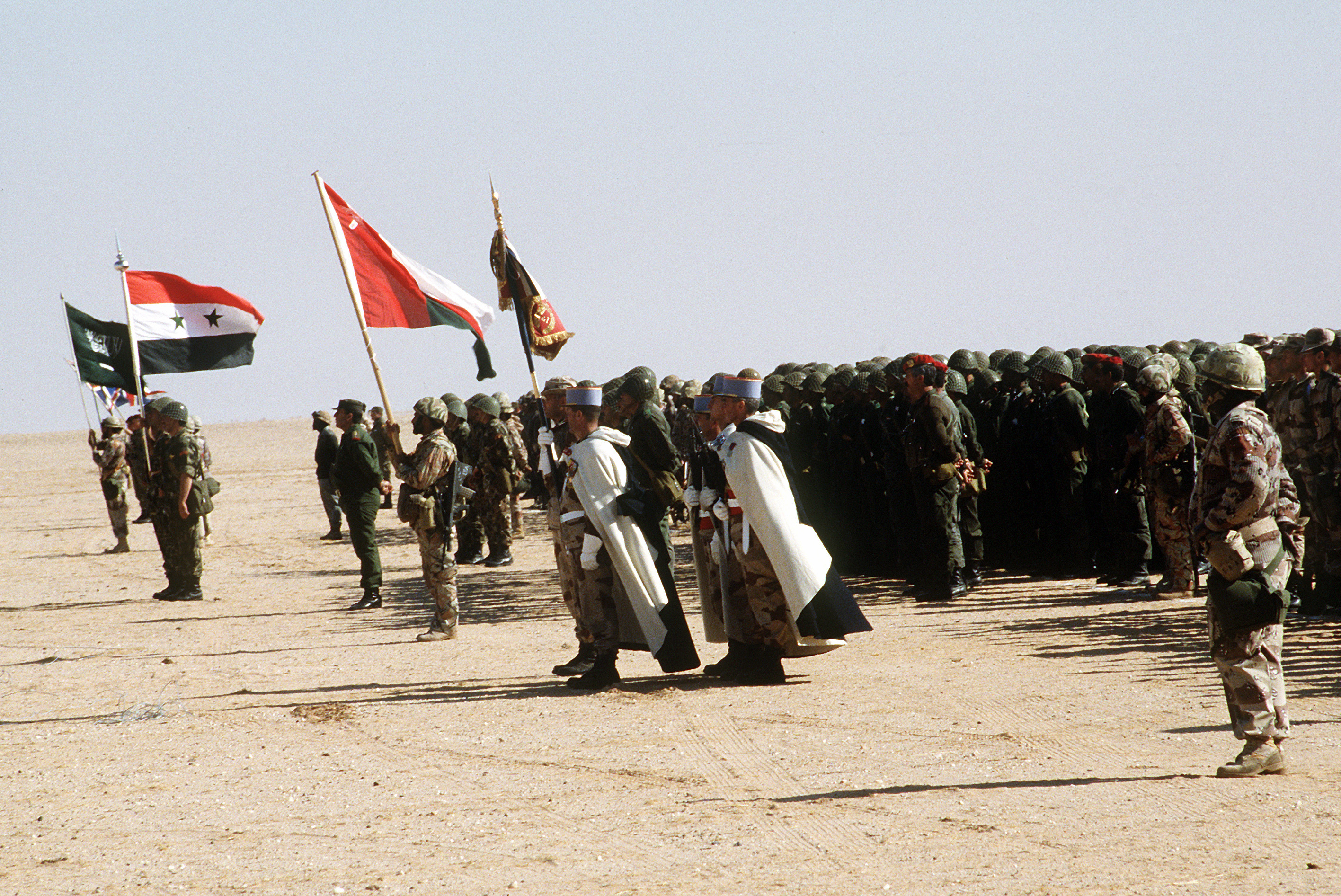
قوات من سوريا وعمان ودول الحلفاء الأخرى تتجمع للمراجعة من قبل الملك فهد ملك المملكة العربية السعودية أثناء مشاركتهم في تجمع قوات التحالف الدولي المتحدة ضد صدام حسين خلال عملية عاصفة الصحراء

الغالبية العظمى من المعدات العسكرية السورية كانت من صنع سوفيتي موزعة على النحو التالي:
حوالي 9,300 مركبة قتال مدرعة (بما في ذلك المخزون):
- حوالي 4,800 دبابة قتال رئيسية
- حوالي 4,500 مركبة قتال مشاة وناقلة جند مدرعة

حوالي 6,400 قطعة مدفعية مقطورة:
- 1,900 مدفع/هاوتزر
- حوالي 1,500 مدفع مضاد للطائرات

حوالي 850 قطعة مدفعية ذاتية الحركة:
- حوالي 450 هاوتزر ذاتي الحركة
- حوالي 400 مدفع مضاد للطائرات ذاتي الحركة

أكثر من 2,190 قاذف صواريخ موجهة مضادة للدبابات
500 راجمة صواريخ متعددة
- 84 منصة إطلاق صواريخ باليستية تكتيكية

أكثر من 4,235 منصة إطلاق صواريخ أرض-جو:
- أكثر من 4,000 صاروخ محمول على الكتف (MANPADS)
- 235 سلاح مضاد للطائرات ذاتي الحركة

#### الانشقاقات
في 1 أكتوبر 2011، ووفقًا للعقيد السوري المنشق رفيع المستوى رياض الأسعد، كان 10,000 جندي، بمن فيهم ضباط رفيعو الرتبة، قد انشقوا عن الجيش السوري. بعض هؤلاء المنشقين قاموا بتشكيل الجيش السوري الحر، وشاركوا في القتال ضد قوات الأمن والجنود في ما أصبح لاحقًا الحرب الأهلية السورية.

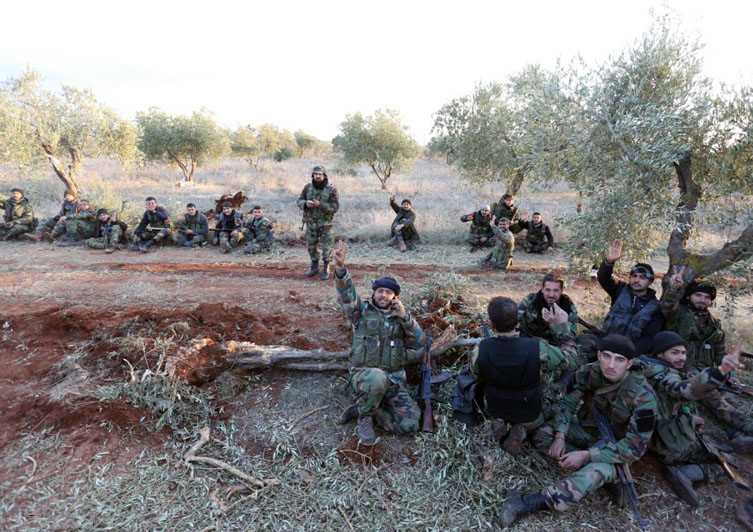
جنود الجيش السوري خلال حصار نبل والزهراء

في 16 نوفمبر 2011، قدّر رامي عبد الرحمن، رئيس المرصد السوري لحقوق الإنسان ومقره المملكة المتحدة، أن أقل من 1,000 جندي قد انشقوا عن الجيش السوري؛ في الوقت نفسه، ادعى قائد كتيبة في الجيش السوري الحر أن الجيش الحر يضم 25,000 منشق عن الجيش. كذلك في نوفمبر 2011، قدّر الجيش السوري الحر أو موقع فرانس 24 عدد قوات الجيش السوري بـ 200,000 جندي. ووفقًا للواء مصطفى الشيخ، أحد أرفع المنشقين، ففي يناير 2012 قُدرت القوات السورية بـ 280,000 جندي بما في ذلك المجندين.
بحلول 15 مارس 2012، انشق عدد أكبر من الجنود، غير راضين عن قمع المتظاهرين المؤيدين للديمقراطية، وقال مسؤول تركي إن 60,000 جندي قد انشقوا عن الجيش السوري، منهم 20,000 منذ 20 فبراير. وأضاف أن معظم المنشقين كانوا من الضباط الصغار والجنود. وبحلول 5 يوليو 2012، قدّر المرصد السوري لحقوق الإنسان أن "عشرات الآلاف" من الجنود قد انشقوا. وبحلول أغسطس 2012، كان 40 عميدًا من الجيش قد انشقوا إلى صفوف جيش المعارضة، من أصل إجمالي 1,200 عميد.
في 14 يونيو 2013، لجأ 73 ضابطًا من الجيش السوري وعائلاتهم، أي حوالي 202 شخصًا بالمجمل إلى تركيا. من بينهم سبعة جنرالات و20 عقيدًا. في عام 2013، كتبت وكالة الصحافة الفرنسية عن "تقلص قوات الأمن السورية".

#### تدهور القوة
حتى يوليو 2012، كان حجم الانشقاقات عن الجيش السوري، رغم صعوبة حصره بدقة، صغيرًا جدًا بحيث لم يؤثر على قوة ذلك الجيش، وفقًا لآرام نيرغويزيان من مركز الدراسات الاستراتيجية والدولية في واشنطن. الوحدات ذات الأهمية الاستراتيجية في القوات المسلحة السورية كانت دائمًا تحت سيطرة ضباط علويين؛ أما الجنود المنشقون – الذين بلغ عددهم بحلول يوليو 2012 "عشرات الآلاف" حسب المرصد السوري لحقوق الإنسان – فكانوا في الغالب من السنة دون وصول إلى مراكز القيادة والسيطرة الحيوية، كما قال نيرغويزيان. ومع ذلك، فإن وزير الدفاع السوري السابق داوود راجحة الذي قُتل في تفجير دمشق في 18 يوليو 2012 كان مسيحيًا.

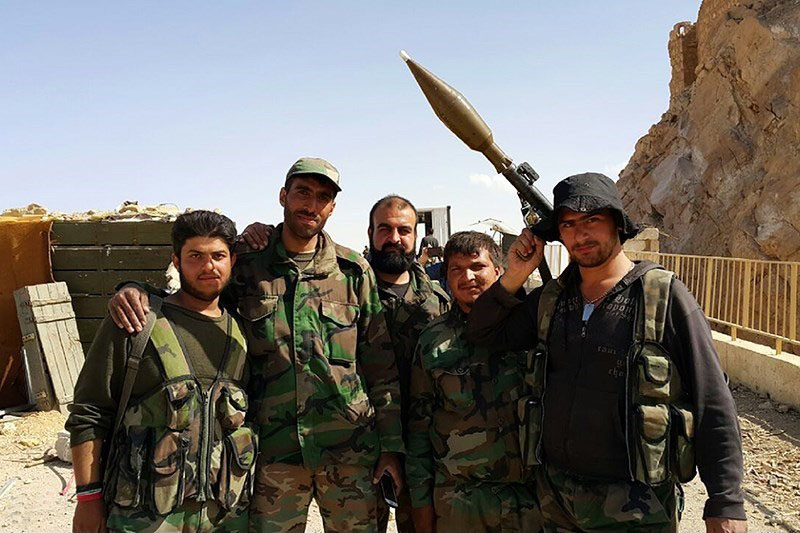
جنود الجيش السوري بعد هجوم تدمر عام 2016.

كتب المحلل جوزيف هوليداي في 2013 أن "حكومة الأسد منذ بداية الصراع لم تستطع تعبئة جميع قواتها دون المخاطرة بحدوث انشقاقات واسعة النطاق. أكبر نقطة ضعف واجهها نظام الأسد في استخدام قواته كانت التحدي في الاعتماد على الوحدات لتنفيذ أوامر قمع المعارضة بوحشية." وقد أدى ذلك إلى اتباع بشار الأسد نهج والده بضم وحدات الجيش النظامي إلى قوات أكثر موثوقية (القوات الخاصة، الحرس الجمهوري، أو الفرقة المدرعة الرابعة). عندما قاد حافظ الأسد قمع الانتفاضات في حماة عام 1982، استُخدم هذا الأسلوب أيضًا.
في عام 2014، كتب المحلل تشارلز ليستر:«حتى 1 أبريل 2014، تكبد الجيش العربي السوري ما لا يقل عن 35,601 قتيل، وعند الجمع مع نسبة منطقية بثلاثة جرحى مقابل كل قتيل وحوالي 50,000 منشق، فهذا يشير إلى أن الجيش العربي السوري يضم حاليًا حوالي 125,000 عنصر. هذا الفقد في القوة البشرية تفاقم بسبب مشكلة سوريا المزمنة في ضرورة نشر القوات بشكل انتقائي بناءً على مدى الثقة بها». حسب المعهد الدولي للدراسات الاستراتيجية في لندن، فقد انخفضت قوة الجيش السوري بحلول أغسطس 2013 إلى النصف تقريبًا مقارنة بعام 2010، بسبب الانشقاقات، الهروب من الخدمة، والخسائر البشرية: حيث بلغ عدد أفراده 110,000 جندي فقط.
عانى الجيش العربي السوري قبل انهياره من مشاكل خطيرة في التجنيد مع استمرار الحرب الأهلية، حيث لم يعد الرجال في سن الخدمة من جميع الطوائف راغبين في الانضمام أو أداء الخدمة الإلزامية. وكانت هذه المشكلات واضحة بشكل خاص بين الدروز، الذين اشتبكوا مع قوات النظام وأخرجوا شبابهم من السجون لتجنب خدمتهم في الجيش. كما أن قاعدة الأسد العلوية أخذت ترفض بشكل متزايد إرسال أبنائها للجيش بسبب معدلات القتلى المرتفعة بين الرجال في سن الخدمة في مجتمعهم؛ ووفقًا لمصادر معارضة، قُتل ثلث 250,000 رجل علوي في سن القتال خلال الحرب الأهلية السورية، ما أدى إلى توترات كبيرة بين الطائفة والحكومة السورية.
بحلول منتصف عام 2018، قال وزير الدفاع الإسرائيلي آنذاك أفيغدور ليبرمان إن الجيش العربي السوري استعاد مستويات قوته التي كان عليها قبل 2011، متعافيًا من نقص القوى البشرية الذي عانى منه في وقت سابق خلال الحرب الأهلية السورية.

#### أدوار الفرق الثالثة، الحادية عشرة، السابعة عشرة، والثامنة عشرة
كانت الفرقة الثالثة المدرعة قد نشرت عناصر من ثلاثة ألوية من قواعدها حول القطيفة إلى درعا، والزبداني، وحماة، في حين بقيت الفرقة الحادية عشرة المدرعة قريبة من قواعدها في حمص وحماة.
سمّى المجلس الأوروبي اللواء وجيه محمود قائدًا للفرقة الثامنة عشرة المدرعة في الجريدة الرسمية للاتحاد الأوروبي في 15 نوفمبر 2011، وفرض عليه عقوبات بسبب أعمال العنف التي ارتكبت في حمص. أشار هنري بويد من المعهد الدولي للدراسات الاستراتيجية إلى أنه "في حمص، تم تعزيز الفرقة الثامنة عشرة المدرعة بوحدات من القوات الخاصة... وعناصر من الفرقة الرابعة تحت القيادة الفعلية لماهر الأسد."
تشير معلومات من جوزيف هوليداي نشرت عام 2013 إلى أن فرقة الاحتياط المدرعة هي السابعة عشرة (وليس أي تسمية أخرى)، وكانت مسؤولة عن شرق سوريا. غادر لواءها الثالث والتسعون إدلب لتأمين محافظة الرقة في أوائل 2012. وبعد السيطرة المبلغ عنها على الرقة بين 3 و6 مارس 2013، بقيت عناصر من الفرقة السابعة عشرة تحت الحصار شمال المدينة في أكتوبر 2013.

### العلاقة مع قوات الدفاع الوطني
كانت قوات الدفاع الوطني تحت سيطرة وإشراف الجيش السوري، وقامت بدور المشاة، حيث قاتلت المتمردين مباشرة على الأرض ونفذت عمليات مكافحة التمرد بالتنسيق مع الجيش الذي وفر لها الدعم اللوجستي والمدفعي.
وبسبب مشاكل في الموثوقية والانشقاقات، أصبح ضباط الجيش السوري يفضلون بشكل متزايد المتطوعين بدوام جزئي في قوات الدفاع الوطني، الذين اعتبروهم أكثر حماسًا وولاءً، على حساب المجندين النظاميين في الجيش للقيام بعمليات المشاة ودعم تقدم الدبابات.
ذكر ضابط في حمص، طلب عدم الكشف عن هويته، إن الجيش أصبح يلعب دورًا لوجستيًا وتوجيهيًا بشكل متزايد، بينما يقوم مقاتلو قوات الدفاع الوطني بدور المقاتلين على الأرض.
واصلت قوات الدفاع الوطني لعب دور مهم في العمليات العسكرية في جميع أنحاء سوريا رغم تشكيل وحدات نخبة أخرى، حصل العديد منها على دعم مباشر من روسيا.

### سوريا بعد الأسد
أدى سقوط نظام الأسد بقيادة هيئة تحرير الشام في ديسمبر 2024 إلى إنهاء وجود الدولة البعثية السورية. وبدأ جيش سوري موحد جديد عملية إعادة البناء. في البداية، أعلن قادة مختلف فصائل المعارضة السورية في 21 ديسمبر 2024 أنهم سيحلّون قواتهم ويدمجونها تحت وزارة الدفاع. تم افتتاح عدد من مراكز المصالحة في جميع أنحاء البلاد حيث سلّم العديد من الجنود الذين خدموا سابقًا تحت نظام الأسد أسلحتهم للدولة مقابل بطاقات هوية مدنية جديدة لفصل أنفسهم عن النظام القديم.

## القوى البشرية
في عام 2011، كانت غالبية أفراد الجيش السوري من السنّة، لكن معظم قياداته العسكرية كانوا من الطائفة العلوية. وكان العلويون يشكّلون 12% من سكان سوريا قبل الحرب، لكنهم مثّلوا 70% من الجنود المهنيين في الجيش السوري. ويظهر اختلال مماثل في سلك الضباط، حيث يُقدَّر أن نحو 80% من الضباط من الطائفة العلوية. وتضم أكثر فرق الجيش نخبوية، مثل الحرس الجمهوري والفرقة الرابعة المدرعة، والتي يقودها ماهر الأسد شقيق الرئيس بشار الأسد، عناصر علوية حصريًا. وكان معظم مجندي سوريا البالغ عددهم 300,000 في عام 2011 من السنّة.
وفي منتصف عام 2022، كان وزير الدفاع ونائب القائد العام للجيش والقوات المسلحة، الفريق علي محمود عباس، واللواء مفيد حسن، نائب رئيس هيئة الأركان العامة، من بين المسلمين السنّة الذين شغلوا مناصب عليا في الجيش. وتضم بعض الألوية التطوعية، مثل "حرس القوميين العرب"، سوريين من السنّة وسنّة آخرين من منطقة الشرق الأوسط ممّن يعتنقون الفكر القومي العربي.

## الهيكل العسكري

### تنظيم القوات عام 2001
قبل عام 2011، كان من الصعب الحصول على معلومات موثوقة حول الجيش العربي السوري، نظرًا لحساسية الحكومة السورية في دمشق تجاه عمليات التجسس المحتملة، خاصة من جانب إسرائيل. كتب ريتشارد بينيت عام 2001 أن "الفِرَق العسكرية [تشكّلت] عام 1985 بهدف منح الجيش مرونة أكبر وتعزيز الكفاءة القتالية عبر لامركزية القيادة، مستفيدةً من بعض الدروس المستخلصة خلال الغزو الإسرائيلي للبنان عام 1982". وقد اعتمد تنظيم الجيش وعقيدته العسكرية على النموذج السوفييتي. وقدَّر ريتشارد بينيت ترتيب المعركة في عام 2001 على النحو التالي:

#### الفيلق الأول – مقر القيادة: دمشق
يغطي من مرتفعات الجولان والمنطقة المحصّنة جنوبًا حتى درعا قرب الحدود الأردنية.
- الفرقة المدرعة الخامسة: تشمل اللواءين المدرعين 17 و96، واللواء الآلي 112.
- الفرقة المدرعة السادسة: تضم اللواءين المدرعين 12 و98، واللواء الآلي 11.
- الفرقة الآلية السابعة: تضم اللواءين المدرعين 58 و68، واللواء الآلي 78.
- الفرقة المدرعة الثامنة: تشمل اللواءين المدرعين 62 و65، واللواء الآلي 32.
- الفرقة المدرعة التاسعة: تضم اللواءين المدرعين 43 و91، واللواء الآلي 52.

كما ذكر بينيت أن الفيلق الأول يضم أربعة أفواج قوات خاصة مستقلة، منها اثنان مدربان على تنفيذ عمليات كوماندوس محمولة جوًا تستهدف مواقع الاستخبارات والإشراف الإسرائيلية على جبل الشيخ ومناطق أخرى في الجولان.

#### الفيلق الثاني – مقر القيادة: الزبداني
يغطي شمال دمشق حتى حمص ويشمل الأراضي اللبنانية. وبحسب بينيت في 2001، كان يُعتقد أن الوحدات الأساسية لهذا الفيلق تشمل:
- الفرقة المدرعة الأولى: تضم اللواءين المدرعين 44 و46، واللواء الآلي 42.
- الفرقة المدرعة الثالثة: تضم اللواءين المدرعين 47 و82، واللواء الآلي 132.
- الفرقة المدرعة الحادية عشرة: تضم اللواءين المدرعين 60 و67، واللواء الآلي 87.
- الفرقة الآلية الرابعة: تضم اللواء المدرع الأول، واللواءين الآليين 61 و89.
- الفرقة الآلية العاشرة: مقرها شتورا في لبنان، وكانت تنتشر لحماية طريق بيروت – دمشق الاستراتيجي. تشمل اللواء الآلي 123 قرب بلدة ينطا، اللواء المدرع 51 قرب زحلة في سهل البقاع، واللواء المدرع 85 المنتشر في منطقة ظهر البيدر.
- ثلاث ألوية ثقيلة أخرى من الفرقتين الثالثة والحادية عشرة كانت تنتشر بانتظام في شرق لبنان.
- خمسة أفواج قوات خاصة كانت متمركزة في لبنان.

#### الفيلق الثالث – مقر القيادة: حلب
يقع في شمال سوريا ويغطي مناطق حماة، والحدود التركية والعراقية، والساحل السوري. كُلّف بحماية منشآت إنتاج وإطلاق الأسلحة الكيميائية والبيولوجية والصواريخ ويتكون من:
- الفرقة المدرعة الاحتياطية الثانية: تشمل اللواءين المدرعين 14 و15، واللواء الآلي 19. وكانت تُستخدم على الأرجح كقوة تدريب رئيسية للمدرعات. يُحتمل أن اسمها كان خاطئًا كما أُبلغ عام 2001، إذ لم يُذكر لاحقًا خلال الحرب الأهلية السورية.

- وحدات أخرى تابعة لهذا الفيلق تضمنت أربعة ألوية مشاة مستقلة، ولواء حرس حدود واحد، وفوج مدرع مستقل يعادل مجموعة ألوية، وفوج قوات خاصة.

- لواء الدفاع الساحلي: كان يعمل كوحدة مستقلة ضمن منطقة الفيلق الثالث، مقره في قاعدة اللاذقية البحرية، ويشمل أربع كتائب للدفاع الساحلي في اللاذقية وبانياس والحميدية وطرطوس. كل كتيبة تحتوي على أربع بطاريات مزودة بصواريخ SSC-3 "ستايكس" قصيرة المدى، وصواريخ SSC-1B "سيبال" طويلة المدى.

تقديرات المعهد الدولي للدراسات الاستراتيجية عام 2006:
- أربعة ألوية مشاة مستقلة
- عشرة أفواج قوات خاصة محمولة جوًا (منها سبعة أفواج تابعة للفيلق الثاني)
- لواءا مدفعية مستقلان
- لواءان مضادان للدبابات
- قيادة صواريخ أرض – أرض تشمل ثلاث ألوية (كل منها يتضمن ثلاث كتائب)
  - لواء واحد مزوّد بصواريخ FROG-7
  - لواء مزوّد بصواريخ سكود B/C/D
  - لواء مزوّد بصواريخ SS-21 "سكاراب"
- ثلاث ألوية دفاع ساحلي بصواريخ
  - لواء مزوّد بأربع منصات إطلاق SS-C-1B
  - لواء مزوّد بست منصات P-15 "ترميت" (SS-C-3 "ستايكس")
  - لواء مزوّد بست منصات أو أكثر من صواريخ P-800 "أونيكس"
- لواء حرس حدود واحد

حماية دمشق:
- الفرقة الآلية الرابعة: (تطورت من "سرايا الدفاع" التي أصبحت الوحدة 569، ثم تحوّلت إلى الفرقة المدرعة الرابعة عام 1984)[5]
- الحرس الجمهوري: فرقة مدرعة تضم ثلاثة ألوية مدرعة، ولواء آلي، وفوج مدفعية.

### الهيكل الأساسي حتى عام 2011
وصف جوزيف هوليداي من "معهد دراسة الحرب" الهيكل الأساسي للجيش العربي السوري على النحو التالي:
- 3 فيالق (فِرَق): كل فيلق يضم 50,000 جندي ضمن 3–4 فرق
- 14 فرقة: كل فرقة تضم 5,000–15,000 جندي موزعين على 5–6 ألوية/أفواج
- أكثر من 40 لواء: كل لواء يضم 2,500–3,500 جندي في 5–6 كتائب (من 1–3 مدرعة/آلية + مدفعية/دفاع جوي/هندسة)

الوحدات بحسب نوعها:
- آلية:

1. 105 ناقلات جند مدرعة في 3 كتائب آلية
2. 41 دبابة في كتيبة مدرعة واحدة
3. 3,500 جندي

مدرعة:
1. 105 دبابات في 3 كتائب مدرعة
2. 31 ناقلة جند مدرعة في كتيبة آلية واحدة
3. 2,500 جندي

- أفواج: أكثر من 20 فوج (1,500 جندي لكل):

1. مشاة خفيفة: 3 كتائب مشاة
2. مدفعية: 45 مدفع هاوتزر و3 كتائب مدفعية

- كتيبة (كتيبة): 300–500 جندي موزعين على 4–5 سرايا
- سرية (سرية): 60–80 جندي

### تنظيم القوات عام 2022
بين عامي 2015 و2018، خضع الجيش العربي السوري لتغييرات هيكلية كبيرة بدعم من روسيا وإيران. كما تم إنشاء وحدات جديدة بحلول عام 2021.

## المعدات
تمتلك القوات البرية السورية تشكيلة معدات وآليات عسكرية كبيرة وتشكل غالبيتها معدات عسكرية من روسيا وسابقا من الاتحاد السوفيتي وتملك تشكيلة صواريخ غالبيتها من إيران وروسيا وكوريا الشمالية وكما تقوم بتصنيع الصواريخ وذخائر محليا عبر معامل الدفاع التابعة للجيش السوري وعقيدة العسكرية القوات البرية السورية تشابه عقيدة الاتحاد السوفيتي العسكرية.

### الدبابات
تمتلك القوات البرية العربية السورية نحو 6,100 من إنتاج وتصنيع الاتحاد السوفيتي وروسيا من أنواع تي-90 وتي-80 وتي-72 وتي-62 وتي-55[بحاجة لمصدر] ويعد أسطول الدبابات السورية سادس أكبر أسطول دبابات في العالم.
| الاسم | النوع             | بلد الأصل        | الكمية | الصورة | ملاحظات                         |
| ----- | ----------------- | ---------------- | ------ | ------ | ------------------------------- |
| تي-55 | دبابة قتال رئيسة  | الاتحاد السوفيتي | 1,500  |        |                                 |
| تي-62 | دبابة قتال رئيسية | الاتحاد السوفيتي | 2,000  |        |                                 |
| تي-72 | دبابة قتال رئيسية | الاتحاد السوفيتي | 2,600  |        |                                 |
| تي-80 | دبابة قتال رئيسية | الاتحاد السوفيتي | 500    |        |                                 |
| تي-90 | دبابة قتال رئيسية | روسيا            | 140    |        | حصلت عليها مابين عامي 2015-2016 |

### مركبات مشاة قتالية
القوات البرية العربية السورية تمتلك نحو 2,600 مركبة مشاة قتالية من صنع الاتحاد السوفيتي من أنواع بي إم بي-1 وبي إم بي-2.
| الاسم      | النوع             | بلد الأصل        | الكمية | الصورة | ملاحظات |
| ---------- | ----------------- | ---------------- | ------ | ------ | ------- |
| بي إم بي-1 | مركبة مشاة قتالية | الاتحاد السوفيتي | 2,000  |        |         |
| بي إم بي-2 | مركبة مشاة قتالية | الاتحاد السوفيتي | 600    |        |         |

### المدفعية المتحركة
| الاسم         | النوع            | بلد الأصل        | الكمية | الصورة | ملاحظات |
| ------------- | ---------------- | ---------------- | ------ | ------ | ------- |
| فوزديكا 2أس1  | مدفع ذاتي الحركة | الاتحاد السوفيتي | 410    |        |         |
| 2 أس 3 أكتسيا | مدفع ذاتي الحركة | الاتحاد السوفيتي | 240    |        |         |

## الرتب العسكرية
| الشارة                      | الرتبة     | مقابلها في اللغة الإنكليزية |
|                             | جندي       | Private                     |
|                             | جندي أول   | Private 1st class           |
|                             | عريف       | Corporal                    |
|                             | رقيب       | Sergeant                    |
|                             | رقيب ثاني  | 2nd sergeant                |
|                             | رقيب أول   | Sergeant major              |
|                             | مساعد      | Warrant officer 3rd class   |
|                             | مساعد ثاني | Warrant officer 2nd class   |
|                             | مساعد أول  | Warrant officer 1st class   |
|                             | ملازم      | 2nd Lieutenant              |
|                             | ملازم أول  | 1st Lieutenant              |
|                             | نقيب       | Captain                     |
|                             | رائد       | Major                       |
|                             | مقدم       | Lieutenant colonel          |
|                             | عقيد       | Colonel                     |
|                             | عميد       | Brigadier general           |
|                             | لواء       | Major general               |
|                             | عماد       | Lieutenant general          |
|                             | عماد أول   | Colonel General             |
|                             | فريق       | Marshal                     |
| المرجع: Uniforminsignia.org |            |                             |

رتبتي العماد والعماد أول تسميان فريق وفريق أول في باقي الجيوش العربية مثل المصري.